# Гном (ракета)
«Гном» — проект межконтинентальной малогабаритной баллистической ракеты разрабатывавшийся в Конструкторском бюро машиностроения (г. Коломна) под руководством Б.И. Шавырина, а после его смерти — С.П. Непобедимого. Ракету предполагалось оснастить маршевым сверхзвуковым прямоточным двигателем, который разрабатывался в ОКБ-670 Министерства авиационной промышленности под руководством Михаила Бондарюка. Разработка по неизвестным причинам прекращена в конце 1965 года. Hа вооружение ракета не поступала.

## Конструкция
Изначально проект задумывался как трехступенчатая межконтинентальная баллистическая ракета, оснащённая прямоточным твердотопливным маршевым двигателем первой ступени, твердотопливными двигателями второй и третьей ступеней, а также стартовым ускорителем. Самоходная пусковая установка размещалась на шасси тяжёлого танка Т-10М.
Старт ракеты осуществлялся с помощью ускорителя — четырёхсоплового РДТТ на смесевом топливе, размещавшемся внутри маршевого двигателя первой ступени, который разгонял её до скорости М=1,75. Отработав, ускоритель отделялся и включалась первая ступень. Двигатель первой ступени — твердотопливный прямоточный воздушный реактивный двигателей (ПВРД), который выводил ракету на полётную траекторию. Прямоточный двигатель работал 60-70 секунд, до достижения ракетой скорости М=5,5. После отделения прямоточного ВРД включалась вторая ступень, а затем третья ступень. Вторая и третья ступени были оснащены двигателями на твёрдом смесевом топливе.

## Тактико-технические характеристики
Длина ракеты с транспортно-пусковым контейнером (ТПК) - 16.14 м
Диаметр корпуса максимальный - 2.6 м
Масса самоходной пусковой установки (СПУ) с ракетой:
- не более 60 т (согласно ТТЗ)
- 59 т 
Масса ракеты с ТПК - 31 200 кг 
Масса ракеты стартовая - 29 000 кг
Масса забрасываемая - 470 кг
Дальность действия - 11000 км
Скорость включения маршевого ПВРД - 1.75-2 М
Скорость максимальная:
- после завершения работы 1-й ступени - 5.5-5.8 М
Скорость выхода из ТПК - 45 м/с
Высота работы ПВРД 1-й ступени - 4000 - 38000 м
Время работы стартового РДТТ - 17 с
Боевое оснащение: моноблочная ядерная БЧ с комплексом средств преодоления ПРО